# Le Divan de Staline
Pour plus de détails, voir Fiche technique et Distribution.
Le Divan de Staline est un drame historique franco-portugais adapté du roman homonyme de Jean-Daniel Baltassat et réalisé par Fanny Ardant.

## Synopsis
Staline vient se reposer quelques jours dans un château retiré. Il est en compagnie de Lidia, sa maîtresse depuis 27 ans. Dans la chambre où Staline dort, se trouve un divan similaire à celui de Freud. Il propose alors à Lidia, la nuit, le jeu étrange de la psychanalyse. Danilov, un jeune peintre contemporain attend de rencontrer Staline afin de lui montrer le monument qu'il a conçu à la gloire du despote. Une relation étrange, complexe, malsaine et dangereuse se tisse entre les trois. Entre peur, machiavélisme et trahison, lequel sortira sain et sauf de ce trio malsain ?

## Fiche technique
- Titre : Le Divan de Staline
- Réalisation : Fanny Ardant
- Scénario : Fanny Ardant
- Musique : Hubert Gérard
- Montage : Julie Dupré
- Photographie : Renaud Personnaz et Renato Berta
- Décors : Paula Szabo
- Costumes : Lucha D'Orey
- Producteur : Paulo Branco
- Société de production: Alfama Films et Leopardo Filmes, en association avec SofiTVciné 3
- Distribution : Alfama Films
- Pays d'origine :  France et  Portugal
- Durée : 92 minutes
- Genre : drame historique
- Dates de sortie :
  - Portugal : 13 novembre 2016
  - France : 11 janvier 2017

## Distribution
- Gérard Depardieu : Joseph Staline
- Emmanuelle Seigner : Lidia
- Paul Hamy : Danilov
- François Chattot : Vlassik
- Luna Picoli-Truffaut : Varvara
- Tudor Istodor : Dovitkine
- Alexis Manenti : Tchirikov
- Xavier Maly : Alexandre Poskrebychev
- Miguel Monteiro : l'homme aux gants